# Chris Steele
Chris Steele (Fort Worth, condado de Dallas, Texas, Estados Unidos, 17 de marzo de 1966) es un actor y director de cine pornográfico gay, con nacionalidad estadounidense. 
Era responsable de clubes gais en la región de Dallas cuando fue descubierto por el director de cine Chi Chi LaRue Coprotagonizó diversas películas junto a Pavel Novotný. Tras retirarse de la actuación, se dedicó a la dirección de producción de los Falcon Studios.
Vive en San Francisco, California.

## Filmografía (actor)
- In Bed with (2004)
- Hard Mechanics (2003)
- Trucker (2003)
- Deep South: The Big and the Easy (2002)
- Aftershock: Part 2 (2002)
- Cops Gone Bad (2001)
- The Seven Deadly Sins: Pride (2001)
- Sexpack Four: Porn Noir (2001)
- Shock, Part 2 (2001)
- Steele Pole (2001)
- Heat (2000)
- Steele Ranger (1999)
- Uncle Jack (1999)
- Czech Point (1999)
- Cadet (1998)

## Filmografía (director)
- Spokes III (2006). Actores: Mason Wyler y Tyler Marks, con Ross Stuart, Ralph Woods, Jeremy Hall, Justin Wells, Derrick Vinyard, Dakota Rivers, y Pierre Fitch.
- Big Dick Club (2006). Actores: Ralph Woods, con Pierre Fitch, Roman Heart, Barrett Long, Mike Roberts, Trevor Knight, Jason Crew, Matthew Mayfair, Blake Stein, Damon Phoenix, Duncan Princo y Bruce Vilanch.
- Cross Country (primera y segunda parte) (2005). Actores: Roman Heart y Erik Rhodes, con Dean Monroe, Brad Patton, Matthew Rush, Ethan Kage, Maxx Diesel, Kane O'Farrell, Benjamin Bradley, Alex Rossi, Pete Ross, Jon Valentino, Peter Morales, Roger Beresford, Tyler Marks, Joe Sport, Derrick Vinyard, Trey Casteel, Franco Dimera, Dakota Rivers, Ethan Hunter y Mike Power.
- Flex (2005). Actores: Kane O'Farrell, con Erik Rhodes, Jason Hawke, Tyler Marks, Ace Hanson, Pete Ross, Alex Rossi, Jason Kingsley, y Jason Spear.
- Taking Flight (primera y segunda parte) (2005). Actores: Matthew Rush y Jason Adonis, con Brad Patton, Bobby Williams, Dean Monroe, Tristan Adonis, Josh Weston, Gus Mattox, Maxx Diesel, Rob Romoni, Kent Larson, Owen Hawk, Collin O'Neal, Ethan Marc, Troy Punk, Corbin Michaels, Nate Alexander, Jean Franko, Christoph Scharff, Carlo Cox, Troy Rebel, Mark Bloom, Spike y Ashley Long.
- Ass Crusin' with Aaron James (2008). Actores: Riley Burke, Rod Daily, Wolf Hudson, Aaron James, Dakota Rivers, Rocco, Jesse Santanay Jason White.[1]